# Monika Osińska
Monika Osińska, ps. „Osa” (ur. 1977 w Warszawie) – pierwsza kobieta w Polsce skazana na karę dożywotniego pozbawienia wolności, za zabójstwo Jolanty Brzozowskiej popełnione 19 stycznia 1996 roku.

## Zabójstwo Jolanty Brzozowskiej
19 stycznia 1996 Monika Osińska, niedoszła maturzystka z liceum ekonomicznego przy ulicy Szczawnickiej w Warszawie, wraz z dwoma kolegami z klasy, Marcinem Murawskim, ps. „Jogi” i Robertem Gołębiowskim, ps. „Gołąb” umówiła się na spotkanie w sprawie pracy w biurze „Abigel” należącym do Krzysztofa Orszagha, na warszawskim Tarchominie. Przebywającej w biurze 22-letniej Jolancie Brzozowskiej (znającej Marcina Murawskiego, który roznosił dla firmy krzyżówki), siostrze żony Orszagha, zadano kilka ciosów nożem (pierwszy cios zadał Robert Gołębiowski) oraz kijem bejsbolowym i nogą od stolika w głowę. Jeśli Krzysztof Orszagh byłby na miejscu, napastnicy byli zdecydowani zabić także jego. Ukradli 400 zł, dwa telefony, pagery, magnetowid oraz biżuterię. Motywem zbrodni była chęć zdobycia pieniędzy na studniówkę. Po dokonanej zbrodni cała trójka udała się na pizzę.
Ponieważ Krzysztof Orszagh twierdził, że opuścił biuro tuż przed napadem, był podejrzewany o popełnienie tego zabójstwa. Sprawców zbrodni oraz współdziałającego z nimi pasera Sebastiana M. ujęto niebawem po studniówce, miesiąc po zabójstwie.

## Kara pozbawienia wolności
20 marca 1998 maturzyści zostali skazani na kary dożywotniego pozbawienia wolności. Sędzia uzasadniający wyrok stwierdził m.in. (...) jako żywo nie pamiętamy takiej sprawy, bo nawet jeśli zamierzali zabić, to przecież nie musieli zadawać tak strasznych obrażeń, pastwić się w niewyobrażalny sposób. W grudniu 1998 wyrok utrzymał w mocy sąd apelacyjny. W 2001 Sąd Najwyższy oddalił kasacje obrońców. O przedterminowe zwolnienie Osińska mogła się ubiegać od 2021 roku, kiedy skończyła 44 lata.
W marcu 2023 roku Osińska została zwolniona z zakładu karnego.
Historia Moniki Osińskiej została przedstawiona w reportażu Wojciecha Tochmana Historia na śmierć i życie.